# KOI-54
KOI-54 (auch HD 187091) ist ein Doppelstern in einer Entfernung von etwa 1120 Lichtjahren. Er gehört zur relativ neu entdeckten Kategorie der sogenannten Heartbeat Stars, die zu den Veränderlichen Sternen gehören.
Das System besteht aus zwei sich eng umkreisenden Sternen mit vergleichbaren Radien und Masse. Dabei zeigt das System alle 41,8 Tage einen Anstieg der Helligkeit ähnlich den Pulsationen in einem Elektrokardiogramm. Die beiden Komponenten sind etwa 0,4 AE voneinander entfernt mit einer Exzentrizität von 0,83.
Das System wurde mit dem Kepler (Weltraumteleskop) über längere Zeit beobachtet und als KOI (Kepler Object of Interest) eingestuft. Statt eines Exoplaneten wurde hier aber dieser spezielle Sterntyp festgestellt.